# Federazione calcistica del Madagascar
La Federazione calcistica del Madagascar (in francese Fédération Malagasy de Football; in arabo اتحاد مدغشقر لكرة القدم‎?, acronimo FMF) è l'ente che governa il calcio in Madagascar.
Fondata nel 1961, si affiliò alla FIFA nel 1962 e alla CAF nel 1963. Ha sede nella capitale Antananarivo e controlla il campionato nazionale, la coppa nazionale e la nazionale del paese.